# Макаров, Николай Григорьевич (Герой Советского Союза)
Николай Григорьевич Макаров (1917—1974) — полковник Советской Армии, участник Великой Отечественной войны, Герой Советского Союза (1945).

## Биография
Николай Макаров родился 25 декабря 1917 года в Сердобске (ныне — Пензенская область) в крестьянской семье. Окончил семь классов школы, затем ветеринарный техникум, после чего стал работать зоотехником. В 1937 году Макаров был призван на службу в Рабоче-крестьянскую Красную Армию. В 1940 году он окончил военное авиационное училище в Энгельсе, после чего был лётчиком 66-го штурмового авиаполка 15-й смешанной авиадивизии 6-й армии Киевского особого военного округа. С июня 1941 года — на фронтах Великой Отечественной войны. Принимал участие в боях на Юго-Западном, Воронежском, Калининском, 1-м Прибалтийском, 3-м Белорусском фронтах. В 1942 году Макаров вступил в ВКП(б). Участвовал в боях на Украине в 1941 году, Воронежско-Касторненской, Харьковской, Духовщинской, Невельской, Городокской, Белорусской, Рижской, Мемельской, Кёнигсбергской, Земландской операциях.
К марту 1945 года майор Николай Макаров командовал эскадрильей 826-го штурмового авиаполка 335-й штурмовой авиадивизии 3-й воздушной армии 1-го Прибалтийского фронта. К тому времени он совершил 115 боевых вылетов на штурмовку скоплений боевой техники и живой силы противника, а также его транспортных магистралей.
Указом Президиума Верховного Совета СССР от 29 июня 1945 года за «образцовое выполнение боевых заданий командования на фронте борьбы с немецкими захватчиками и проявленные при этом мужество и героизм» майор Николай Макаров был удостоен высокого звания Героя Советского Союза с вручением ордена Ленина за номером 51357 и медали «Золотая Звезда» за номером 6949.
После окончания войны Макаров продолжил службу в армии, командовал авиаполком в Белорусском военном округе. В 1958 году в звании полковника он был уволен в запас. Проживал в Бресте, работал председателем городского комитета ДОСААФ. Скончался 15 мая 1974 года, похоронен на Гарнизонном кладбище в Бресте.
Был также награждён тремя орденами Красного Знамени, орденами Александра Невского, Отечественной войны 1-й степени и Красной Звезды, а также рядом медалей.